# Перраш, Мишель
Мише́ль Перра́ш (фр. Michel Perrache; 12 июля 1685, Лион—21 декабря 1750, Лион) — французский скульптор, отец Антуана-Мишеля Перраша.

## Биография
Уроженец Лиона. В 1701 году отправляется на учёбу за границу, обучается в художественных академиях в Италии и Антверпене. За роспись собора в Мехелене получает право буржуа. В 1717 году возвращается в Лион, где занимается украшением многочисленных церквей и парков города. Здесь у него рождается сын Антуан-Мишель, которого он обучает искусству скульптуры. Похоронен в церкви Кармелиток в Лионе, надгробие сооружено его сыном.

## Произведения
Некоторые из его произведений признаны историческими памятниками:
- Дева Мария, статуя (крашеное дерево), церковь Святого Поликарпа, Лион[3]
- Святой Иосиф, статуя (крашеное дерево), церковь Святого Поликарпа, Лион[4]
- Мелхиседек, вручающий хлеба, барельеф (мрамор), церковь Святого Петра, Макон (из бывшей церкви кармелиток)[5]
- Апостолы у могилы Богородицы, барельеф (мрамор), церковь Святого Никиты Лионского, Лион (из церкви Покаяния Богородицы, Гонфалон, Лион)[6]